# Comunità ebraica di Gorizia

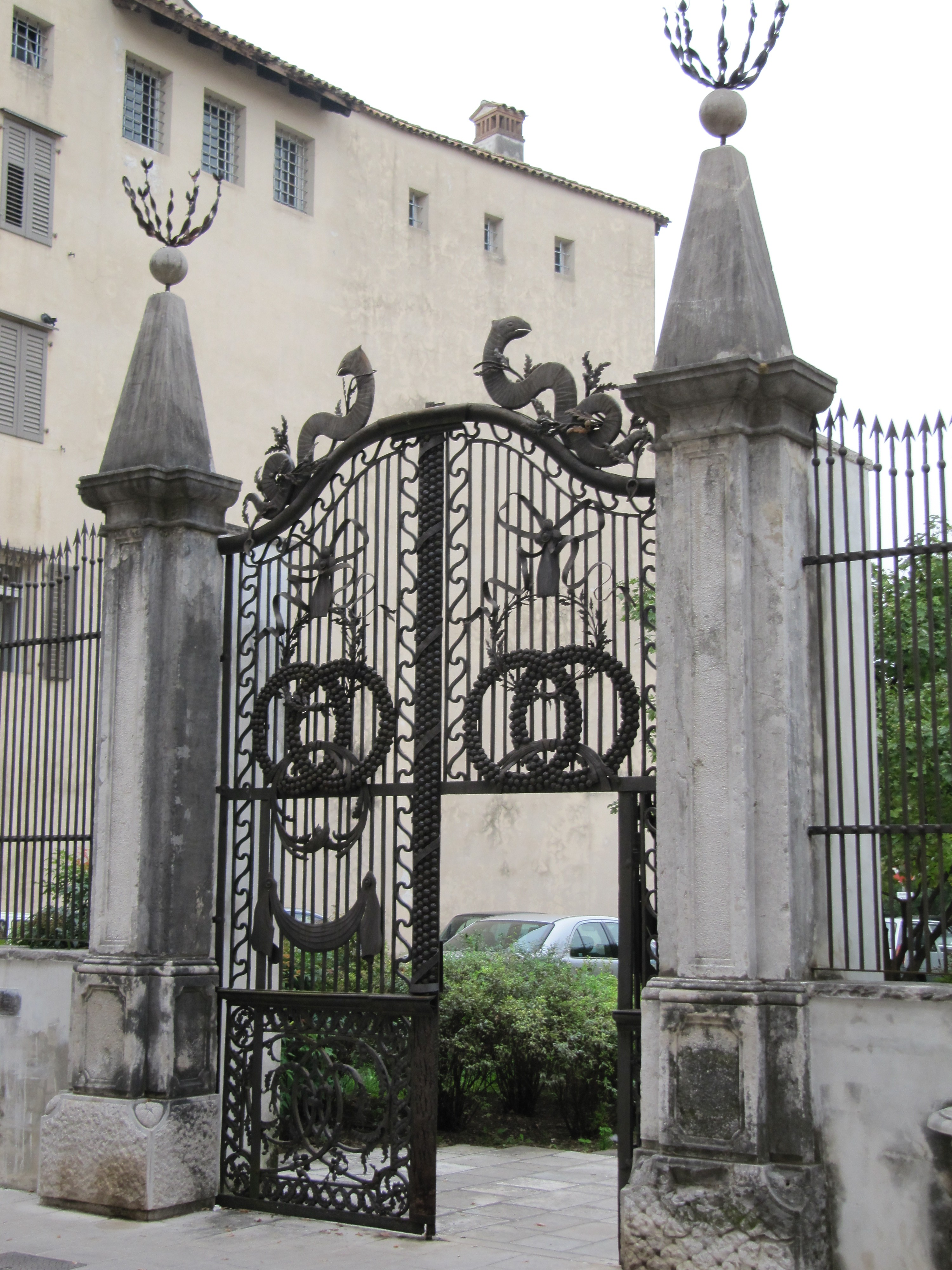
Il cancello del ghetto di Gorizia in via Graziadio Isaia Ascoli all'ingresso del giardino Bruno Farber.

Gorizia è stata sede di un'importante comunità ebraica, ora ridotta a sezione della comunità ebraica di Trieste.
La presenza di ebrei a Gorizia è attestata sin dal XVI secolo. Le famiglie dei Morpurgo e dei Pincherle erano impegnate in attività di prestito. Nel 1698 fu istituito il ghetto. La residenza coatta non pregiudicò lo sviluppo demografico della comunità che dalle 256 persone nel 1764 passò alle 270 nel 1788, che divennero 314 nel 1850. La componente ebraica, in prevalenza aschenazita ovvero di provenienza tedesca, ha lasciato numerosi segni e donato alla città personaggi illustri come Carlo Raimondo Michelstaedter (1887-1910), Graziadio Isaia Ascoli (1829-1907) e altri ancora. Essa era essenzialmente legata alla componente italiana della città, molti ebrei furono ferventi patrioti italiani, ad esempio Carolina Luzzatto e lo stesso Ascoli. La vitale comunità ebraica di Gorizia fu praticamente cancellata con la deportazione e lo sterminio nei lager tra il 1943 e il 1944. Il deportato più giovane, Bruno Farber, è ricordato con l'intitolazione del giardino adiacente alla sinagoga: aveva tre mesi e diciannove giorni.
A testimonianza della presenza ebraica a Gorizia resta anche l'antichissimo cimitero di Valdirose (in sloveno Rožna Dolina; ora in territorio sloveno, frazione del comune di Nova Gorica). Il censimento del 1876 contò 692 lapidi, la più antica delle quali risale al 1371. Oggi molte di esse sono andate perdute o risultano poco leggibili.

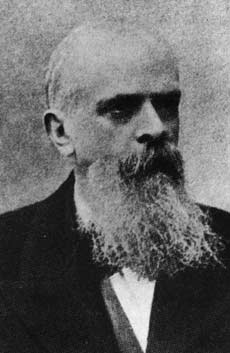
Graziadio Isaia Ascoli.

Nonostante la pressoché completa scomparsa di una presenza ebraica in città, quanto rimane del quartiere del vecchio ghetto è stato nel secondo dopoguerra oggetto di importanti lavori di restauro con il recupero della locale sinagoga. In essa, nell'aprile 2009 si è svolto, dopo oltre sessant'anni, il primo matrimonio tra due cittadini israeliani, di cui uno originario di Gorizia.

## Il cimitero di Valdirose

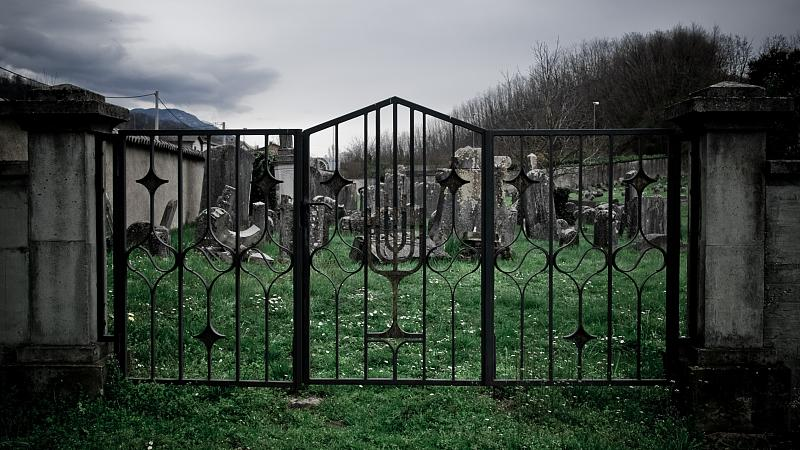
Cancello d'ingresso.

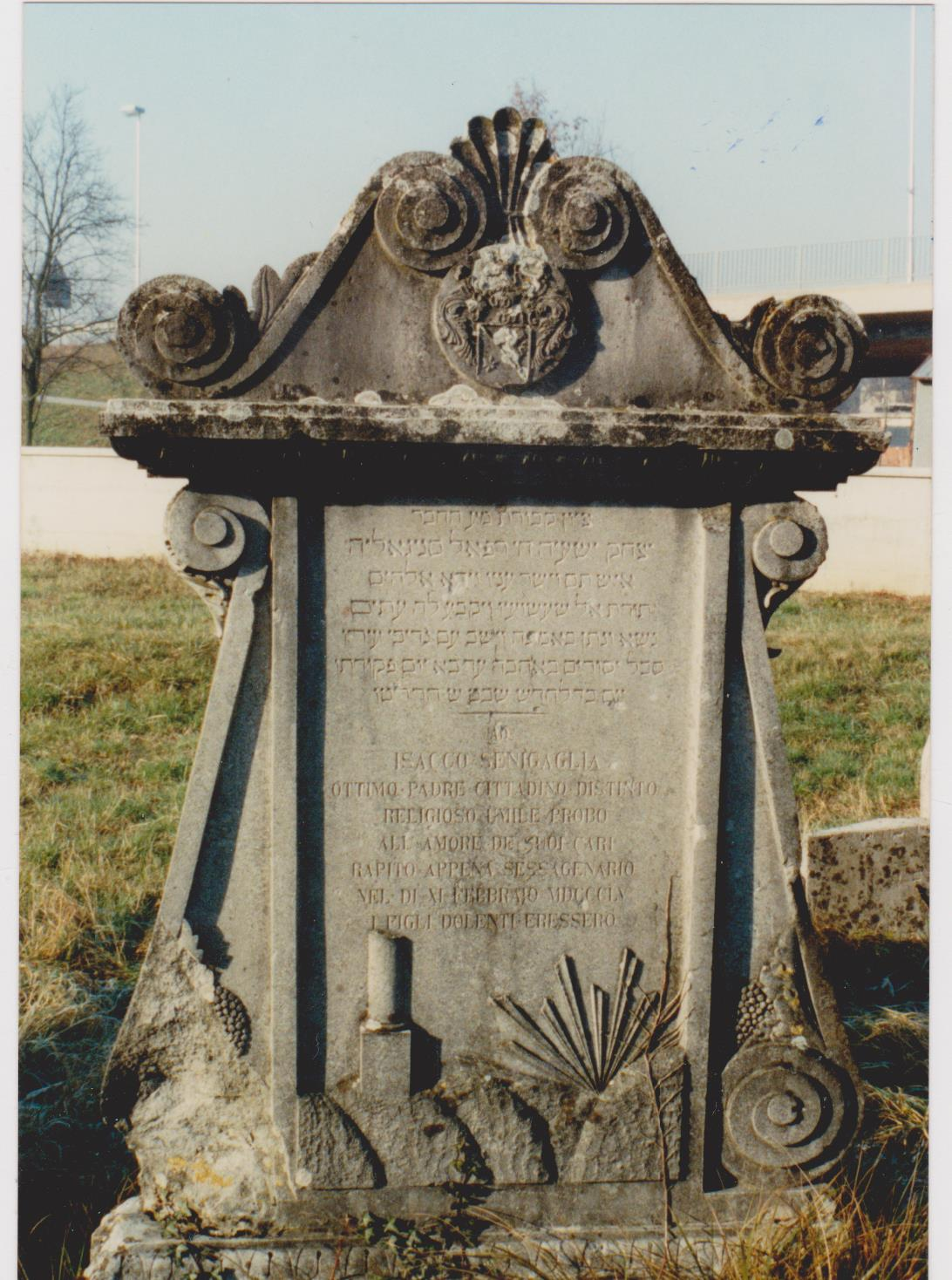
Lapide di Isacco Senigaglia.

Il cimitero di Valdirose è situato a Valdirose, frazione del comune di Nova Gorica.
Quasi tutti i defunti sono abitanti sono originari di Gorizia. La composizione degli ebrei goriziani per famiglie si può ricavare dall’Elenco dei Sepolti nel cimitero di Gorizia:
- Morpurgo 158 (18,3%)
- Gentilli 135 (15,6%)
- Luzzatto 104 (12,0%)
- Pincherle 67 (7,7%)
- Bolaffio 51 (5,9%)
- Senigaglia (46 5,3%)
- Jona 30 (3,5%)
- Richetti 25 (2,9%)
- Dorfles 22 (2,5%)
- Michlstaedter (16 1,8%)
- Norsa 15 (1,7%)
- Pavia 12 (1,4%)
- Reggio 7 (0,8%)
- Altri 177 (20,6%)
- Totale 865 (100%)

Questo elenco fu scritto da Samuel Jona nel 1876 e successivamente completato a tutto il 1930 ed è in parte mostrato da Maria Elisabetta Loricchio nel libro Beth ha Chajim - La casa dei viventi.